# 宮本大輔 (1999年)
宮本大輔（1999年4月17日—）是日本男子田徑運動員。曾在2014年5月於100公尺跑出10.56秒，刷新日本國中生最快紀錄。2016年在國民體育大會陸上競技少年男子A組預賽中，宮本大輔跑出10.31秒（W：+2.5）；而在半決賽中，他再度跑出10.31秒（W：+1.4）。到了決賽，宮本大輔以10.49秒（W：0.0）摘得金牌。

## 外部連結
- 宮本大輔在的頁面